# Лаз (отвір)
Лаз, лазівка (англ. man-hole; нім. Mannloch n) — вузький отвір, через який можна пролізти, наприклад, в нафтовий резервуар, агрегат, котел і т. ін. для різних цілей (завантаження, чистки, ремонту).